# Черненко Костянтин Устинович
Костянти́н Усти́нович Черне́нко (11 (24) вересня 1911, с. Велика Тесь, Красноярський край, Російська імперія — 10 березня 1985, Москва, РРФСР, СРСР) — радянський партійний та державний діяч, з 1984 генеральний секретар ЦК КПРС і голова Президії Верховної Ради СРСР. Кандидат у члени ЦК КПРС у 1966—1971 роках. Член ЦК КПРС у 1971—1985 роках. Кандидат у члени Політбюро ЦК КПРС з 3 жовтня 1977 по 27 листопада 1978 року. Член Політбюро ЦК КПРС з 27 листопада 1978 по 10 березня 1985 року. Депутат Верховної Ради СРСР 7—11-го скликань.
Працював у апараті комсомолу і партії: 1948—1956 рр. у відділі пропаганди ЦК КП Молдавії як співробітник Леоніда Брежнєва, який 1956 р. висунув його до центрального апарату в Москві; з 1960 р. Черненко став шефом апарату Президії Верховної Ради СРСР, згодом керівником особистого секретаріату Брежнєва. Після смерті Юрія Андропова (9 лютого 1984) Черненко став генеральним секретарем ЦК КПРС. Черненко не згадував свого українського походження і протягом своєї кар'єри не мав стосунку до українських справ.

## Сім'я

Костянтин Черненко під час служби в прикордонних військах

Батько, Устин Демидович, предки якого було заслані з України в сибірське село Велика Тесь Новоселовського району Красноярського краю напочатку  XIX століття. Жив в просторому будинку на березі великої річки. Працювати на землі не хотів, в надії швидко розбагатіти йшов на відхожий промисел: спочатку на мідні копальні, потім на золоті копальні. Посівними роботами займалася його дружина, Харитина Дмитрівна. Висока, сильна, швидка, вона піднімала і перекидала в руках трипудові мішки. Після її смерті від тифу в 1919 році Устим одружився другий раз. Від першого шлюбу були дві дочки і два сини. Велика Тесь, де вони з'явилися на світ, була затоплена новим морем, і її жителів переселили в Новоселово. Старша сестра Черненка, Валентина Устинівна мала владний характер.
|                             | У висуненні Черненка якусь роль і я зіграв. Черненко працював в Красноярську. Сестра його, Валентина Устинівна, розумна дівка, трохи старша за Костянтина. Вона дуже дружила з Олегом Борисовичем Арістовим, який працював першим секретарем Красноярського крайкому. Дружина у Арістова померла, він був удівцем. У Валентини Устинівни чоловік загинув на фронті. Ну, вони зустрічалися. Валентина Устинівна працювала тоді завідувачкою оргвідділом Красноярського міськкому КПРС. Я у той час секретарював в Читі. У мене, як у члена військової ради Забайкальського округу, був літак. Коли я летів до Москви, мені сибірські секретарі дзвонили: «Захопи». Я в Іркутську захоплював Хворостухіна, в Красноярську — Арістова. І ось Арістов дуже часто їздив з Валентиною Устинівною. А одного разу прихопив з собою цього Кощу. Арістов послав його вчитися у Вищу партійну школу. У Москві ми часто зустрічалися. Арістов завжди був з Валентиною Устинівною, і Костик часто в номер готелю заходив. Одного разу, коли в ЦК розмова зайшла про кадрів для Молдавії, я візьми та і скажи, що ось питання пропаганди Черненко міг би забезпечити, він кінчає Вищу партійну школу. Арістов підтримав мою пропозицію. Тоді Костянтина і послали до Молдавії. Там Брежнєв з ним познайомився. Взагалі-то він, говорять, писати як слід не міг, але допомагав Брежнєву промови складати. Потім Брежнєв у Москві з'явився. І Костик з Молдавії втік. |
| — Геннадій Іванович Воронов | |

Брат майбутнього Генсека, Микола Устинович, служив в міліції Томська; на війні не був. На початку 80-х працював заступником міністра внутрішніх справ СРСР (займався навчальними закладами). Другого брата звали Олександром.
- Першу дружину Черненка звали Фаїна Василівна. Народилася у Новоселовському районі Красноярського краю. Шлюб з нею не склався, але народився син Альберт.
  - Альберт Черненко був секретарем міськкому Томська з ідеологічної роботи, ректором Новосибірської вищої партійної школи. Докторську дисертацію «Проблеми історичної причинності» захистив, будучи на партійній роботі. Жив в Новосибірську. Останні роки життя — заступник декана розміщеного в Новосибірську юридичного факультету державного університету Томська. Мав двох синів: Володимира і Дмитра.
- Друга дружина — Ганна Дмитрівна (до шлюбу Любимова) народилася 3 вересня 1913 року в Ростовській області. Закінчила Саратовський інститут сільськогосподарського машинобудування. Була комсоргом курсу, членом факультетського бюро, секретарем комітету комсомолу. У 1944 році одружилися. Оберігала хворого чоловіка від поїздок з Брежнєвим на полювання. Діти: Володимир, Віра і Олена.
  - Володимир Костянтинович Черненко народився в Кишиневі 1936 року, помер від серцевої недостатності 2006 року. Син Володимира Костянтин (нар. 1980, названий на честь діда), закінчив Рязанське повітряно-десантне училище, дочка Олеся — школярка.
  - Олена Костянтинівна народилася в Пензі. Як і її батько, вона закінчила педагогічний інститут. У 1974 р. Олена Черненко захистила кандидатську дисертацію з філософії. У 1979 р. О. Черненко спільно з К. Е. Тарасовим публікує книгу, засновану на матеріалах дисертації і озаглавлену «Соціальна детермінованість біології людини»; загалом книга була спробою обґрунтувати висновок про те, що з погляду марксизму вирішення проблеми співвідношення соціального і біологічного бачення в підкресленні ролі і значення саме «соціального». Аналіз цієї проблеми, зроблений авторами книги, носив вельми детальний характер як з філософської, так і з логічної точки зору, проте ґрунтувався на дуже невеликій кількості експериментальних даних. Коли одружилася, батько попросив надати квартиру для дочки в будинку Радміна.
  - Віра, також дочка Ганни Дмитрівни Черненко, народилася в Пензі. Працювала у Вашингтоні в радянському посольстві.

## Молодість
Закінчив трирічну школу сільської молоді. Початкова письменність і політичні переконання зробили можливим призначення його завідувачем відділу пропаганди та агітації райкому комсомолу.
На початку 30-х років Костянтин Черненко служив в Казахстані (49-й прикордонний загін прикордонної застави Хоргос Талди-курганської області), де командував загоном і брав участь в ліквідації банди Бекмуратова. В період служби в прикордонних військах вступив у ВКП(б) і був вибраний секретарем парторганізації прикордонного загону. У Казахстані, як писав літератор Н. Фетісов, відбулося «бойове хрещення» майбутнього генсека. Письменник приступив до підготовки книги про службу молодого воїна на заставах Хоргос і Наринкол — «Шість героїчних діб». Фетісов все намагався уточнити деталі про конкретну участь Черненка в ліквідації банди Бекмуратова, про бій в ущелині Чебортал, житті прикордонного загону. Навіть лист про це писав генсекові, запитуючи Костянтина Устиновича: «Цікавою розвагою прикордонників застави Наринкол було милуватися грою улюбленців прикордонників — цапа, собаки і кота. Чи пам'ятаєте це?».
У передвоєнні роки він — секретар Красноярського крайкома партії.
У 1943—1945 роках Костянтин Черненко знаходився на навчанні в Москві, у вищій школі парторганізаторів. На фронт не просився. Його діяльність в роки війни була відмічена лише медаллю «За доблесну працю». Наступні три роки Черненко працював секретарем обкому з ідеології в Пензенській області, потім до 1956 року завідував відділом пропаганди та агітацій в ЦК Компартії Молдавії. Саме тут на початку 1950-х років Черненко познайомився з Брежнєвим, тоді першим секретарем. Ділове спілкування переросло в дружбу, яка тривала до кінця життя. За допомогою Брежнєва Черненко зробив унікальну партійну кар'єру, пройшовши від основи до вершини піраміди влади, при цьому не володіючи якимись помітними якостями вождя.
З 1950 року кар'єра Черненка нерозривно пов'язана з кар'єрою Брежнєва.

## Партійна кар'єра
У 1956 році Брежнєв — секретар ЦК КПРС, Черненко — референт секретаря ЦК КПРС, а потім завідувач сектору у відділі пропаганди.
У 1960—1964 роки Брежнєв — Голова Президії Верховної Ради СРСР, з 1964 року — Перший секретар ЦК КПРС (а з 1966 р. — Генеральний секретар ЦК КПРС), Черненко — кандидат в члени ЦК КПРС.
З 1977 року Брежнєв стає Головою Президії Верховної Ради СРСР, Черненко — кандидатом в члени Політбюро, а з 1978 р. — членом Політбюро ЦК КПРС. Нагороджуючи себе, Брежнєв не забував і про свого соратника: у 1976 році Брежнєв нагороджений третьою, а Черненко — першою Зіркою Героя Соціалістичної Праці; у 1981 році на грудях у Брежнєва з'явилася п'ята зірка, у Черненка — друга.
В період правління Брежнєва Черненко був завідувачем загального відділу ЦК КПРС, через нього проходила велика кількість документів і цілих досьє на верхівку партії; за самим складом характеру він був схильний до малопомітної апаратної роботи, але разом з тим був вельми обізнаний.
Костянтин Устиновч був «орговиком» високого класу. Всі регіональні керівники прагнули потрапити на прийом саме до нього. Тому що знали: якщо звернувся до Черненка, питання буде вирішено, а необхідна документація оперативно пройде всі інстанції. (Федір Моргун)
Інформацією він регулярно ділився з Брежнєвим і, таким чином, мав репутацію «секретаря Брежнєва». Колосальна енергія, старанність і скромні знання роками витрачалися Черненком на незрівнянну чиновницьку кар'єру. У канцелярській роботі він знайшов своє покликання. Він завідував поштою, адресованою генсекові; прописував попередні відповіді. До засідань Політбюро готував питання і підбирав матеріали. Черненко був у курсі того, що відбувається у вищому партійному ешелоні. Він вчасно міг підказати Брежнєву про наближення чийогось ювілею, або про чергове нагородження.
Тоді, як для Брежнєва щоденна рутинна робота з численними документами була більш ніж обтяжливою, для Черненка вона була в задоволення. Нерідко рішення виходили від Костянтина Устиновича, але говорилися від імені генсека. За роки спільної роботи він жодного разу не підвів Брежнєва, не викликав його незадоволення, а тим більше роздратування з якого-небудь приводу. Ніколи йому не заперечував.
Але не тільки старанність і пунктуальність Черненка імпонувала Брежнєву. Костянтин Устинович уміло йому лестив і завжди знаходив привід для захоплення і вихваляння. З часом став для Брежнєва незамінний. І на других ролях відчував себе дуже комфортно. Хоч страждав бронхіальною астмою, піднімався з ліжка за першою пропозицією Брежнєва поїхати пополювати. Запрошення на полювання в Завідово було знаком особливої довіри генсека. Черненко полювання не любив і щоразу там застуджувався.
Всі ці якості Брежнєв в Черненку особливо цінував. Він щедро нагороджував Костянтина Устиновича, просував партійною драбиною, повністю йому довіряв. З ним він зустрічався частіше, ніж з іншими членами політбюро ЦК партії, іноді декілька разів на добу.
Двічі Костянтин Устинович супроводжував Брежнєва в закордонних поїздках: у 1975 році — в Хельсінкі, де відбувалася міжнародна Нарада з безпеки і співпраці в Європі, і в 1979 році — на переговори до Відня з питань роззброєння.
Черненко став тінню Брежнєва, його найближчим радником. З кінця 1970-х років Черненко став вважатися одним з можливих наступників Брежнєва, пов'язаним з консервативними силами в його оточенні. До моменту кончини Брежнєва в 1982 він вважався (і західними політологами, і високопоставленими партійцями) одним з двох, разом з Андроповим, претендентів на повноту влади; верх взяв Андропов. Політбюро ЦК КПРС після кончини Брежнєва рекомендувало Черненку запропонувати Пленуму ЦК КПРС кандидатуру Андропова на пост Генерального секретаря. Він це зробив 12 листопада 1982 в кінці свого виступу на Пленумі (велика частина якого була присвячена характеристиці Брежнєва), підкреслюючи, разом з тим, необхідність колективного керівництва; після цього Андропов був одноголосно вибраний генсеком.
У лютому 1982 року Політбюро схвалило присудження Ленінських і державних премій за «Історію зовнішньої політики СРСР, 1917—1980 рр.» у двох томах, а також за багатотомник про міжнародні конференції періоду Другої світової війни. Серед лауреатів, удостоєних Ленінській премії, був Черненко, який не брав участі в створенні цих наукових праць. Але Ленінське лауреатство вважалося дуже престижним, і Костянтин Устинович його отримав, так само як і третє звання Героя — до свого семидесятиріччя.
Швидка хвороба і кончина Андропова і утруднення щодо результату подальшої внутріпартійної боротьби зробили Черненка, практично неминуче, новим главою партії і держави. Коли ж 73-річний Черненко отримав вищу посаду в радянській державі, у нього вже не залишилося ні фізичних, ні духовних сил, щоб керувати країною.

## Генеральний секретар

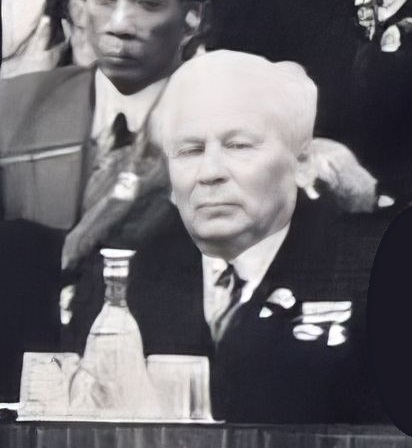
Костянтин Черненко, 1982 р.

13 лютого 1984 р. одноголосно вибраний Генеральним секретарем ЦК КПРС. До влади у величезній державі прийшла людина, яка ніде і ніколи не працювала на самостійній ділянці. 72-річний Черненко був важко хворий і розглядався як проміжна фігура. Він важко отруївся в серпні 1983 року, і тому значну частину свого правління провів в Центральній клінічній лікарні, де іноді навіть проводилися засідання Політбюро ЦК КПРС. У лікарні (незадовго до смерті) йому було вручено посвідчення про обрання народним депутатом РРФСР; ця церемонія була продемонстрована всесоюзним телебаченням.
За час правління Черненка було запропоновано декілька проєктів, що так і не вдалося втілити: реформа школи, поворот північних річок, посилення ролі профспілок. При ньому був офіційно введений як свято День знань (1 вересня 1984).
У червні 1983 року Черненко виступив з програмною доповіддю «Актуальні питання ідеологічної і масово-політичної роботи партії». У ній, зокрема, Костянтин Устинович піддав критиці самодіяльні естрадні групи з репертуаром «сумнівного значення», які «завдають ідейного і естетичного збитку». Ця доповідь стала початком великомасштабної боротьби з незалежними музичними виконавцями в 1983—84 роках, головним чином з виконавцями російського року. Виступ на «квартирниках» і подібних самодіяльних концертах був прирівняний до незаконної підприємницької діяльності, що порушує монополію компанії Росконцерт, і загрожувало тюремним ув'язненням.
При Черненкові почалася постбрежнєвська і постмаоїстська розрядка у відносинах з КНР, проте відносини з США залишалися украй напруженими; до 1984 СРСР, у відповідь на бойкот Московської олімпіади США і їх союзниками, бойкотував олімпіаду в Лос-Анджелесі. У цей період СРСР вперше відвідав глава іспанської держави — король Хуан Карлос I. При Черненкові не відбувалося яких-небудь істотних змін у складі Політбюро і Ради Міністрів.
Будучи «правою рукою» Брежнєва, він постійно возвеличував його. Коли ж сам Костянтин Устинович став генсеком, він потребував подібного у свою адресу. Від підлеглих він вимагав, щоб вони доповідали йому про відгуки про його бесіди, зустрічі, виступи, читав огляди про власну персону. Як правило, захоплені відгуки про генсека черпалися з радянської преси і преси соціалістичних країн. Важче було виявити щось позитивне в його адресу в західних виданнях.
«У Черненкові найприкметнішою рисою є відсутність всякої визначності» — писала у березні 1984 року паризька газета «Російська думка».
Багато активних розслідувань і репресії проти різного роду корупціонерів брежнєвського часу, розпочаті при Андропові, при Черненкові були частково припинені. Справи, які не отримали розвитку, були спущені на гальмах. Так, наприклад, фактично припинилася Узбецька справа, припинили слідство проти Миколи Щолокова, яке незабаром було продовжено. Припинилося слідство у «діамантовій справі», і з Галини Брежнєвої був знятий домашній арешт. Проте деякі гучні справи продовжувалися. Так, вже при Черненкові був розстріляний колишній глава Елісєєвського магазину Соколов, після відновлення розслідування наклав на себе руки колишній міністр внутрішніх справ М. О. Щолоков.
За пропозицією Річарда Косолапова генсек відновив у КПРС 94-річного В. М. Молотова; Молотов, будучи старшим за Черненка на 21 рік, ще і пережив його, померши у віці 96 років. Рішення про реабілітацію і відновлення в партії Молотову оголосив особисто генеральний секретар. За два дні до своєї смерті Черненко, підтримуваний Гришиним, раптом з'явився на телеекрані і насилу вимовив декілька вітальних фраз.

## Смерть і спадщина
10 березня 1985 року о 19 годині 20 хвилин Костянтин Устинович Черненко помер від зупинки серця, при проявах наростаючої печінкової та легенево-серцевої недостатності. Після року та двадцяти п'яти днів правління він став останнім генсеком, похованим біля Кремлівської стіни. Похорон Костянтина Устиновича відбувся в середу, 13 березня, о 13 годині на Червоній площі. 11, 12, 13 березня 1985 року в СРСР було оголошено жалобу, в момент поховання були зроблені гарматні залпи в Москві, у столицях союзних республік, у містах-героях, у фортеці-герої Бресті та ще в 10 найбільших містах, на п'ять хвилин була призупинено роботу всіх підприємств та організацій по всій території Радянського Союзу.
Кончиною Черненка завершився п'ятирічний період, протягом якого значна частина брежнєвського Політбюро пішла з життя («епоха пишного похорону»). Він виявився найстарішим із усіх радянських лідерів, які коли-небудь отримували пост Генерального секретаря. Його наступником на цій посаді вже наступного дня після його смерті було обрано Михайла Горбачова, представника наступного покоління Політбюро. Проте Головою Президії Верховної Ради, всупереч восьмирічній традиції поєднувати ці пости, у липні 1985 року було обрано Андрія Громика, колишнього міністра закордонних справ, який був навіть старшим за Черненка.

## Нагороди
Черненко був одним із 16 тричі Героїв Соціалістичної Праці (1976, 1981 та 1984; крім нього з членів Політбюро тричі Героями Праці були лише Н. С. Хрущов та Д. А. Кунаєв). При цьому якщо перші дві Зірки були приурочені до «круглих» дат (65 і 70 років), то остання була присвоєна «За службу і у зв'язку з 73-річчям». Нагороджений золотою медаллю імені Карла Маркса від АН СРСР.
- Чотири ордена Леніна (23.09.1971, 02.03.1976, 23.09.1981, 22.09.1984)
- Три ордени Трудового Червоного Прапора (11.10.1949, 15.02.1957, 02.08.1965)
- Медаль «60 років Збройних сил СРСР» (1978)[8]
- Лауреат Ленінської премії (1982)
- Герой Народної Республіки Болгарія (1984)
- Орден Карла Маркса (НДР)
- Орден «Георгій Димитров» (НРБ)
- Орден Клементу Готвальда (2 червня 1982, ЧССР, вручив президент Густав Гусак)[9]
- Орден Державного прапора (1984, КНДР)
- Медаль «За доблесну працю у Великій Вітчизняній війні 1941—1945 рр.» (1945)
- Медаль «За доблесну працю. В ознаменуванні 100-річчя від дня народження Володимира Ілліча Леніна» (1970)
- Медаль «Тридцять років Перемоги у Великій Вітчизняній війні 1941—1945 рр.» (травень 1975)
- Медаль «За зміцнення бойової співдружності» (2.11.1980)

## Пам'ять
У 2022 році в Москві встановлено статую Черненко.

### Кіновтілення
- Серіал «Червона площа» (2004 рік, актор Юрій Саранцев).
- Серіал «Брежнєв» (2005 рік, актор Опанас Кочетков).
- Документальний серіал «Казнокради» (2011 рік, актор Юрій Агейкін).
- Серіал «Петля Нестерова» (2015, актор Олексій Михайлов).
- Фільм «Так склалися зірки» (2016 рік, актор Юрій Іцков).

### У філателії
У 1984 році пошта КНДР випустила два малі листи та поштовий блок, присвячені візиту-турне Кім Ір Сена за країнами соціалістичної співдружності, на марках яких Кім Ір Сен був зображений з керівниками цих країн, у тому числі й з Черненком.